# Patima guianensis
Espèce
Synonymes
Selon Tropicos (30 mai 2024)
- Patima mapourioides Bremek.
- Nonatelia guianensis Aubl. - Basionyme
- Psychotria guianensis (Aubl.) Willd.

Selon GBIF (30 mai 2024)
- Nonatelia guianensis Aubl. - Basionyme
- Oribasia guianensis J.F.Gmel.
- Palicourea guianensis (Aubl.) G.Nicholson
- Psychotria guianensis (Aubl.) Forsyth f.
- Psychotria guianensis (Aubl.) Willd.

Patima guianensis est une espèce d'arbuste d'Amérique du sud, appartenant à la famille des Rubiaceae.

## Description
Patima guianensis est un arbuste haut d'environ 1,5 m. Les stipules sont triangulaires, mesurant environ 5 mm de long, glabres, à apex aigu. Les feuilles ont des pétioles longs de 3-6 mm, à limbes oblanceolées, mesurant 32-50 x 10-15 cm. 
Les inflorescences comportent 3-15 fleurs, avec des pédicelles d'environ 1 cm de long.
Les fleurs ont un calice long de 5-7 mm, et une corolle longue d'environ 20 mm, jaune pâle, pointue en bouton. 
Les fruits sont globuleux, d'environ 1,2 cm de diamètre, glabres, avec des calices persistants. 

En 1953, Lemée en propose la description suivante de Patima guianensis :

« [HOFFMANNIA] megistophylla Standl. (Patima guianensis Aubl. et peut-être Octavia sessiliflora Dec. selon N. Sandwith et G. Bremekamp). Arbrisseau ou sous-arbrisseau ; feuilles très grandes (jusqu'à, 0,42 sur 0,17-0,19), pétiolées ovales ou elliptiques-oblongues acuminées, à base aiguë, avec environ 22 paires de nervures, poilues en dessous avec poils appliqués (et non glabres selon N. Sandwith), stipules solitaires courtes persistantes ; fleurs axillaires ou sur rameaux défeuillés, solitaires ou peu nombreuses sur le même pédoncule, calice persistant glabre tronqué subentier obscurément denté, corolle jaune, à 5 lobes ovales-anondis obtus brièvement acuminés poilus en dessus, 5 étamines, ovaire à 5 loges. incomplètes, style 5-fide ; fruit bacciforme subarrondi à 5 loges, graines nombreuses très petites sur placentas saillants subcharnus bilobés. - Guy. franç. (Aublet). »

— Albert Lemée, 1953.

## Répartition
Patima guianensis est une espèce néotropicale représentée seulement sur le plateau des Guyanes, au Guyana, au Suriname, en Guyane, et au Brésil.

## Écologie
Patima guianensis est largement méconnu.

## Protologue

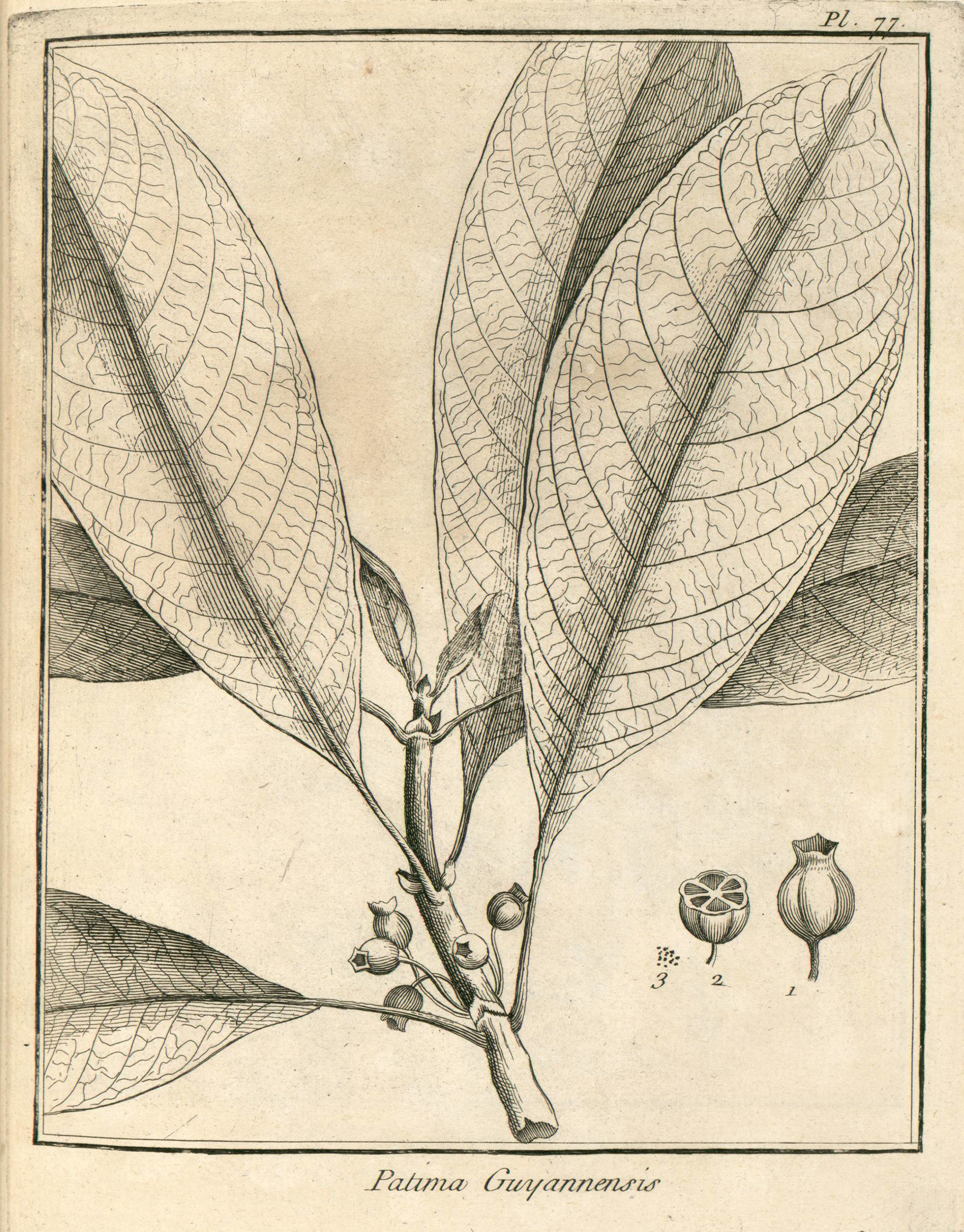
Patima guianensis par Aublet (1775)
1. Baie. - 2. Baie coupée en travers. - 3. Semences.

En 1775, le botaniste Aublet en a proposé le protologue suivant : 

« PATIMA (Guianenſis) (Tabula 77.)
Planta perennis, plures caules rectos, tubulofos, cylindraceos ; ſimplices, tripedales è radice emittens. Folia oppoſita, ovato-oblonga, acuta, glabra, integerrima, longè petiolata. Stipula brevis, acuta, intrà baſim petiolorum, non decidua. Fructus plures, ſinguli pedunculati, in axillis foliorum.
Habitat in locis paludoſis intrà amnem Galibienſem & fluvium Sinémarienſem quadraginta milliaribus a maris littore. Fructum ferebat Maio.
Nomen Caribæum PATIMA-RANA.

LA PATIME de la Guiane. (PLANCHE 77.)
La Patime eſt une plante qui pouſſe de ſa racine pluſieurs tiges rondes, creuſes, vertes, tendres, hautes d'environ trois pieds, garnies dans toute leur longueur de feuilles oppoſées, & en croix. Ces feuilles ſont ovales, molles, vertes, liſſes, longues d'un pied, larges de quatre pouces ; leur pédicule a environ deux pouces de longueur. Entre chaque paire de feuilles ſont deux stipules oppoſées, larges, charnues, aiguës, & qui ſubſiſtent. Des aiſſelles des feuilles naiſſent pluſieurs pédoncules qui portent chacun une fleur, que je n'ai pasvue; n'ayant rencontre cette plante qu'avec ſes fruits.
Le fruit eſt une baie verte, couronnée par le calice de la fleur qui eſt membraneux, ſans diviſion apparente. Cette baie coupée en travers eſt a quatre, cinq & ſix loges ſéparées par des membranes. Ces loges contiennent des semences menues, ſans nombre, couvertes d'une pulpe.
Cette plante eſt nommée PATIMA-RANA.
Je l'ai trouvée au mois de Mai dans des endroits marécageux, au bas des montagnes qui ſéparent la crique des Galibis de la rivière de Sinémari. »

— Fusée-Aublet, 1775.